# Les Vacances de l'amour
Le Miracle de l'amour Les Mystères de l'amour
Les Vacances de l'amour est une série télévisée française en 160 épisodes de 52 minutes, créée par Jean-François Porry, réalisée principalement par Pat Le Guen-Ténot, Olivier Altman, Philippe Layani, Emmanuel Fonlladosa et diffusée à l'origine du 4 août 1996 au 23 mars 2007 sur TF1 puis rediffusée sur TFX, AB1, Filles TV, TMC et sur IDF1. En Belgique, la série a été diffusée sur Club-RTL et sur AB3. Elle est rediffusée sur Numéro 23 depuis janvier 2013.
Cette série, qui a pour cadre une île antillaise, met en scène les mésaventures et les déboires amoureux d'une bande d'amis, déjà présents dans Hélène et les Garçons et Le Miracle de l'amour. 
La série est intégralement disponible sur la chaîne Youtube Génération Sitcoms depuis le 26 octobre 2018.

## Synopsis
Après avoir emménagé dans une grande maison lors du Miracle de l'amour, José, Bénédicte, Jimmy, Cynthia, Olivier, Nathalie, Linda, Laly et Manuela partent en vacances sous le soleil des Antilles. C'est là, à Love Island qu'ils retrouveront Nicolas, séparé d'Hélène, vivant désormais dans une cabane sur la plage de Happy Bay.
Les vacances durent finalement plus longtemps que prévu. Certains membres du groupe choisissent de s'installer définitivement sur l'île. Dans un premier temps, Bénédicte, aux côtés de Johanna, devient responsable d’un bar sur une plage avant d’ouvrir sa galerie d'art tandis que Laly et Johanna lancent une agence immobilière proposant des villas aux riches visiteurs de l'île. José et Nicolas sont skippers pour le compte du capitaine Oliver et Jimmy est responsable d'une base nautique.
Au fil des saisons, d'autres membres rejoignent la bande : Jeanne, une soi-disant héritière au passé mystérieux, Hélène qui, après le décès de son compagnon, le docteur Blake, traverse la moitié de la planète avec son lourd secret pour rejoindre ses amis et Christian, le célèbre Cricri d'amour d'Hélène et les Garçons. 
Les aventures, notamment policières, sont nombreuses sous les tropiques et la bande se retrouvera confrontée à plusieurs reprises au clan Watson : Peter et Ève Watson, héritiers de Watson & Watson, une compagnie de promoteurs immobiliers peu scrupuleuse. Ces derniers sont entourés de Jean-Paul, vice-président de la compagnie, Mathieu, petit ami d'Ève, Olga, maîtresse de Peter et l’ambitieuse Audrey McAllister.

## Distribution

### Acteurs principaux
| Acteur            | Personnage        | Saison     | Saison     | Saison     | Saison     | Saison     |
| Acteur            | Personnage        | Saison 1   | Saison 2   | Saison 3   | Saison 4   | Saison 5   |
| ----------------- | ----------------- | ---------- | ---------- | ---------- | ---------- | ---------- |
| Laly Meignan      | Laly Polleï       | Principale | Principale | Récurrente | Principale | Principale |
| Lynda Lacoste     | Linda Carlick     | Principale |            |            |            |            |
| Manuela Lopez     | Manuela Roquier   | Principale |            |            |            |            |
| Laure Guibert     | Bénédicte Breton  | Principale | Principale | Principale | Principale | Principale |
| Philippe Vasseur  | José Da Silva     | Principal  | Principal  | Principal  | Récurrent  | Principal  |
| Olivier Casadesus | Olivier Legendre  | Principal  | Principal  | Récurrent  |            |            |
| Karine Lollichon  | Nathalie Gommez   | Principale | Principale | Récurrente |            |            |
| Annette Schreiber | Cynthia Sharks    | Principale | Principale |            | Récurrente |            |
| Tom Schacht       | Jimmy Werner      | Principal  | Principal  | Principal  | Principal  | Principal  |
| Patrick Puydebat  | Nicolas Vernier   | Principal  | Principal  | Principal  | Principal  | Principal  |
| Rochelle Redfield | Johanna McCormick |            | Principale | Principale | Principale | Principale |
| Isabelle Bouysse  | Jeanne Garnier    | Récurrente | Récurrente | Principale | Principale | Principale |
| Mike Marshall     | Captain Oliver    |            |            | Principal  |            |            |
| Hélène Rollès     | Hélène Girard     |            |            |            | Principale | Principale |

Dans la saison 3, malgré son absence au générique de début, Laly Meignan est créditée parmi les acteurs principaux dans le générique de fin des épisodes où elle apparaît. Même chose pour Philippe Vasseur dans la saison 4.

### Acteurs récurrents
| Acteur            | Personnage        | Saison    | Saison    | Saison   | Saison     | Saison     |
| Acteur            | Personnage        | Saison 1  | Saison 2  | Saison 3 | Saison 4   | Saison 5   |
| ----------------- | ----------------- | --------- | --------- | -------- | ---------- | ---------- |
| Ludovic Van Dorm  | Stéphane Charvet  | Récurrent | Récurrent |          | Récurrent  | Récurrent  |
| Sébastien Roch    | Christian Roquier |           |           |          |            | Récurrent  |
| Lakshan Abenayake | Rudy Ayake        |           |           |          | Récurrent  | Récurrent  |
| Macha Polikarpova | Olga Poliarva     |           |           |          | Récurrente |            |
| Serge Gisquière   | Peter Watson      |           |           |          | Récurrent  |            |
| Ève Peyrieux      | Ève Watson        |           |           |          | Récurrente | Récurrente |
| Audrey Moore      | Audrey McAllister |           |           |          | Récurrente | Récurrente |
| Michel Robbe      | Jean-Paul Lambert |           |           |          | Récurrent  |            |
| Donat Guibert     | Mathieu Vinclert  |           |           |          | Récurrent  |            |

### Personnages secondaires
- Jean-Philippe Azéma : John (Saison 1 : Mystère) / Henri Richard (Saison 3 : L'enfant perdu) / Capitaine Roc-Morel (Saison 4) / Franck Marlow (Saison 5 : Nouvelle vie)
- Nicolas Filali : Pierre Rizzi (Saisons 1 à 4)
- Audrey Moore : Daphné Delpech (Saison 3 : La belle et le play-boy) / Audrey McAllister (Saisons 4 et 5)
- Boris de Mourzitch : Ken (Saison 3 : Ça tourne mal) / Hugo Vivier (Saison 5)
- Ève Peyrieux Ève (Saison 3 : Amour fou) / Ève Watson (Saisons 4 et 5)
- Lakshan Abenayake : Rudy Ayake (Saisons 4 et 5)
- Manon Saidani : Ninon (Saisons 4 et 5)
- Grégori Baquet : Christian (Saison 4)
- Martial Le Minoux : Lui-même (Saison 1, épisode 1)
- Miguel Saez : Antonio de Carvalho (Saison 4 : Le goût de vivre, Déchirements, Enlèvement, Violence)
- Olivier Pagès : Marc Ryder (Saison 4)
- Célia Charpentier : Sabine Diamant (Saison 4)
- Delphine Chanéac : Daphné (Saison 3 : De bien sales draps) / Sophie (Saison 4 : Une autre histoire)
- Fabrice Deville (sous le pseudonyme de Fabrice de Villeplée) : Michel (Saison 3 : Femmes fatales) / Arnaud De Wenzel (Saison 4)
- Bradley Cole : Paul Richardson (Saison 3 : La belle et le play-boy) / Brad Murray (Saison 4)
- Virginie Desarnauts : Laura (Saison 3 : Money ) / Virginie Girard (Saison 4)
- Macha Polikarpova : Tatiana (Saison 3 : Lune de miel) / Olga (Saison 4)
- Benoît Soles : David Lenoir (Saison 3 : Paparazzi) / David Malet (Saison 4)
- Donat Guibert : Frédéric Vauclair (Saison 3 : Coup de folie) / Mathieu (Saison 4)
- Serge Gisquière : Vincent (Saison 3 : Accident) / Peter Watson (Saison 4)
- Agnès Dhaussy : Myriam (Saison 3 : Champion) / Vera Claudel (Saison 4)
- Michel Robbe : Vincent (Saison 3 : Rencontres) / Jean-Paul Lambert (Saison 4)
- Carole Dechantre : Aurore Wagner (Saison 3 : Paparazzi)
- Rody Benghezala : Lieutenant Franck Boudarou (Saison 3)
- Thierry Liagre : Capitaine Roger Garcia (Saison 3)
- Claude Sese : Capitaine Le Guennec (Saison 3)
- Éric Dietrich : Bruno Dupuis (Saison 3)
- Pascal Decolland : John Foster (Saison 3 : Gala, Mainmise, Poker Tueur) / Jo (Saison 3 : Des vacances exceptionnelles, La rançon)
- Paul-Étienne Bonnet : Paul-Étienne Kirk (Saison 3)
- Christian Sinniger : Capitaine Derek (Saison 3)
- Tony Librizzi : Sergio (Saison 3)
- Franck Neel : Frank Nevel (Saison 3)
- Frédéric Smektala : Raphy Darchet (Saison 3 : Des vacances exceptionnelles, La rançon, La rançon sans la gloire)
- Fabien Remblier: Schneider (Saison 3 : Passion dangereuse)
- Agathe Kimelman : Céline Delgado (Saison 3 : Un père, et manque)
- Cécile Auclert : Eléna Dubreuil (Saison 3 : L'amnésique)
- Vanessa Wagner : Juliette (Saison 3 : L'amour est aveugle)
- Aurélie Berry : Violette (Saison 3 : L'amour est aveugle)
- Marie Chevalier : Valérie Martin (Saison 3 : La rançon sans la gloire)
- Patricia Malvoisin : Laura Roth Patrick (Saison 3 : Un passé encombrant)
- Valéry Magana : Julia Dickinson (Saison 3 : Un passé encombrant)
- Elsa de Breyne : Lia Stanfford (Saison 3 : Lia)
- Christiane Jean : Manon (Saison 3 : L'enfant perdu)
- Eric Galliano : Michel Tardieu (Saison 3 : Une affaire étouffée)
- Lola Naymark Stéphanie (Saison 1 : Des adieux qui font mal & Le Menteur)
- Olivier Lusse : Antoine (Saison 3 : Accident)
- Carlos : lui-même (Saison 3 : Des vacances exceptionnelles, La rançon )
- Bass Dhem : Bob (Saison 3 : Coup de folie, La filière)
- Noëlla Dussart : Charlotte Meyer (Saison 3 : Des vacances exceptionnelles, La rançon)
- Lucie Jeanne : Gaëlle Mulligan (Saison 3 : Passion dangereuse)
- Morgan Vasner : Alexandre (Saison 3 : Des vacances exceptionnelles, La rançon)
- Doriane Poinot : Sandra (Saison 3 : Mainmise)
- Gérard Majax : Léo, le magicien (Saison 3 : Le magicien)
- Virginie Pradal : La baronne de bailliencourt (Saison 3 : Le magicien)
- Daphné Ruspoli : Olivia (Saison 2 : Ruptures parties 1 et 2) / Docteur Colin (Saison 3 : Rêve d'enfant)
- Patrick Laplace : Bertrand (Saison 2 : Trafic parties 1 et 2) / Jean (Saison 3 : Tueur en séries)
- Jean-Charles Chagachbanian : Franck (Saison 2 : Ruptures) / Gus (Saison 2 : L'ange maudit)
- Xavier Fiems : David (Saison 2 : Ruptures parties 1 et 2)
- Bruno Flender : Malfrat (Saison 2 : L'ange maudit)
- Benjamin Kaufols : Photographe (Saison 2 : Ruptures parties 1 et 2)
- Vanessa Kula : Ornella Bardone (Saison 2 : L'affaire Don Bardone parties 1 et 2)
- Gaëlle Le Fur : Évelyne (Saison 2 : Ruptures parties 1 et 2)
- Gérard Surugue : Hector (Saison 2 : L'affaire Don Bardone parties 1 et 2)
- Jean Valmont : Massimo Don Bardone (Saison 2 : L'affaire Don Bardone parties 1 et 2)
- Rebecca Hampton : Patricia (Saison 2 : Le roi de cœur)
- Stéphane Henon : Eric Careme (Saison 2 : Retour de flamme)
- Shirley Bousquet : Patricia Harrison (Saison 2 : Cacahuète)
- Alexandra Pic : Emy Foster (Saison 2 : Duel)
- Philippe Lavot : Antoine (Saison 2)
- Babsie Steger : Ingrid (Saison 2 : La pêche miraculeuse)
- Vincent Farragi : Richard Mareuil (Saison 2)
- Alain Flick : Robert Galfi (Saisons 1 et 2)
- Bertrand Cohen : Bertrand (Saisons 1 et 2)
- Jérome Delafosse : Prof de plongée (Saison 1 : Surprise)
- Cyrille Artaux : le docteur (Saison 1 : Incertitude et Cas de conscience)
- Jacques Faber (Saison 1 : La star parties 1 et 2)
- Charley Fouquet : Assistante de Virna Lay (Saison 1 : La star parties 1 et 2)
- Valérie Maës : Nicole (Saison 1 : La star parties 1 et 2)
- Jean-Pierre Rochette : Eddy Michigan (Saison 1 : La star parties 1 et 2)
- Caroline Berg : Virna Lay (Saison 1 : La star parties 1 et 2)
- Barbara Willar (Saison 1 : Des adieux qui font mal et Le menteur)
- Virginie Théron : Gladys (Saison 1)
- Jacques Coltelloni : Roland (Saison 1)
- Antoine Stip (Saison 1)

Tout comme Gérard Dessalles, Martial Le Minoux se joue lui-même dans un seul épisode, sauf que c'est dans le premier épisode.

## Générique
La chanson du générique est interprétée par Manuela Lopez contrairement aux séries Hélène et les Garçons et Le Miracle de l'amour (qui étaient interprétées par Hélène Rollès). 
La version chantée du générique apparaît uniquement durant les 2 premieres saisons. Elle fut ensuite remplacée les 3 saisons suivantes par une autre musique en version instrumentale.

## Produits dérivés
Aucune sortie DVD n'est prévue à ce jour.

## Commentaires
Les Vacances de l'amour est un moyen pour AB de contrer la série de TF1 Sous le soleil, AB Productions et TF1 étant en guerre commerciale à cette époque . 
Cette série est la troisième d'une tétralogie centrée sur le personnage d'Hélène Girard et ses amis, commencée en 1992 avec Hélène et les Garçons puis poursuivie en 1995 avec Le Miracle de l'amour. Une quatrième série reprenant les mêmes personnages, intitulée Les Mystères de l'amour, est diffusée dès 2011 sur TMC.
Au départ, Les Vacances de l'amour devait se limiter à deux unitaires de 50 minutes (en tant qu'épisodes spéciaux du Miracle de l'amour), mais Jean-Luc Azoulay, très satisfait des rushs du tournage, réussit à convaincre TF1 d'en faire une véritable série . À l'inverse des deux séries précédentes, Les Vacances de l'amour ne répond pas au format d'une sitcom : les épisodes durent une cinquantaine de minutes, toutes les scènes sont tournées en extérieur et il n'y a aucun rire enregistré. Les trois premières saisons sont composées d'histoires auto-conclusives axées sur l'aventure et l'action tandis que les deux dernières saisons ont des intrigues s'étalant sur plusieurs épisodes et qui s'apparentent à celles d'un soap opera. 
Le découpage des saisons ne correspond pas forcément au rythme de tournage du feuilleton. Ainsi, les 3 derniers épisodes de la saison 1 furent tournés en même temps que la saison 2 tandis que la saison 4 regroupe des épisodes tournés en 2000 (les 33 premiers) et 2001 (les 20 derniers). Par ailleurs, on notera que les trois premières saisons ont été produites par AB Productions tandis que les saisons 4 et 5 ont été produites par JLA.
La diffusion de la série a été particulièrement chaotique. Les 18 premiers épisodes sont diffusés tous les dimanches entre le 4 août et le 29 décembre 1996 dans l'émission Des millions de copains. L'émission s'arrête fin 1996 et la série reprend sa diffusion du 5 au 26 juin tous les soirs de la semaine jusqu'à la fin de la saison 2. La saison 3 commence le 20 décembre 1997 avec une diffusion tous les soirs de la semaine à 18h puis est ensuite transférée tous les mercredis à 14h40 à partir du 7 janvier 1998 jusqu'au 26 août 1998 (épisode 71). Les 16 épisodes suivants sont diffusés du 2 septembre au 16 décembre 1998, toujours le mercredi mais à 17h25. Les deux derniers épisodes de la saison 3 sont diffusés en septembre 1999, de nouveau le mercredi à 14h45, entre deux rediffusions de la série. Le 17 mai 2000, la saison 4 commence sa diffusion, toujours le mercredi à 14h45. La diffusion s'arrête le 17 janvier 2001 à l'épisode 122. Malgré son succès (dans ce créneau horaire, qui a longtemps été celui du Club Dorothée, l’audience de la série atteint parfois les 50 % de parts de marché ), Les Vacances de l'amour ne revient pas à l'antenne avant le mois de décembre 2003, soit près de 3 ans plus tard, mais il s'agit d'anciens épisodes ! Ces rediffusions sont néanmoins suivies par un million de téléspectateurs en moyenne , ce qui explique sans doute pourquoi TF1 commande de nouveaux épisodes. Les inédits de la quatrième saison sont diffusés tous les samedis après-midi à partir du 11 septembre 2004 jusqu'au 5 février 2005. La dernière saison, tournée pourtant en 2004, n'est pas diffusée dans ce créneau horaire mais le matin très tôt (vers 6h du matin), du 20 novembre 2006 au 13 janvier 2007 puis du 16 mars au 23 mars 2007. Malgré le souhait des fans de voir la série se prolonger, TF1 ne commande plus de nouveaux épisodes.
Les épisodes 143 et 144 (saison 5, épisodes 1-2) correspondent aux épisodes pilotes d'une nouvelle série, Love Island Caraïbes (titre annoncé dans la presse en 2003). Cette suite devait abandonner certaines intrigues des Vacances de l'amour (notamment celles concernant Peter et Eve Watson) pour proposer à nouveau des aventures policières. Avec l'arrêt du projet de cette nouvelle série, les épisodes 145 à 160 sont revenus aux histoires sentimentales du début de la saison 4. 
Si plusieurs comédiens comme Manuela Lopez, Lynda Lacoste, Annette Schreiber, Olivier Casadesus et Karine Lollichon quittent définitivement la franchise durant cette série, d'autres reviennent, notamment Rochelle Redfield et Sébastien Roch, que l'on n'avait pas revus depuis leurs départs d'Hélène et les Garçons (ils étaient absents lors du Miracle de l'amour), et surtout Hélène Rollès, dont le retour est salué par la presse.
Love Island, l'ile imaginaire des Vacances de l'amour, est en fait l'ile de Saint-Martin dans les Antilles françaises. Les vingt-deux premiers épisodes ont cependant été tournés en Jamaïque puis sur l'île de la Martinique.
Le générique change plusieurs fois au cours de la série. Durant les deux premières saisons, il s'agit d'une chanson chantée par Manuela Lopez. Pour la saison suivante, la chanson est remplacée par une version instrumentale au tempo rapide. Dans les deux dernières saisons, une nouvelle version instrumentale, plus lente, est utilisée, qui deviendra par la suite (après remixage) la musique du générique de la série Les Mystères de l'amour et la musique de la chanson éponyme d'Hélène Rollès.
De l'épisode 20 de la 3e saison à l'épisode 53 de la 4e saison, le titre qui apparait dans le générique de début est Love Island : Les vacances de l'amour. La série reprend son titre original au premier épisode de la saison 5.